# Nikolaos Gysis

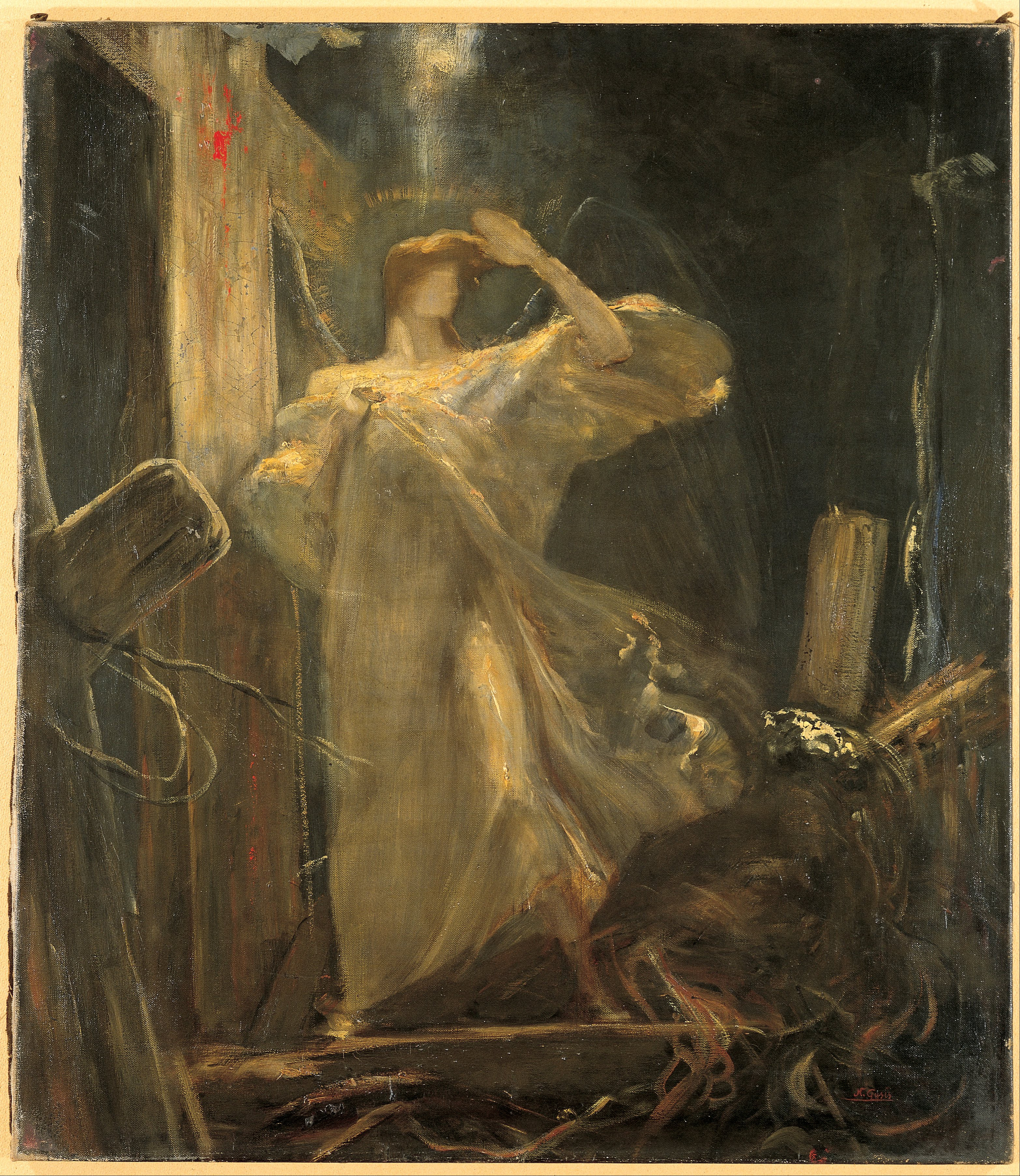
Gyzis Nikolaos, Arcanjo, estudo para a Fundação da Fé

Nikolaos Gysis (Tinos, 1 de Março de 1842 — Munique, 4 de Janeiro de 1901) foi um pintor grego, considerado como um dos mais importantes pintores gregos do século XIX. É mais famoso pela obra Eros e a pintora, pintada em 1868, recentemente leiloada em Londres e exibida na Grécia pela última vez em 1928. Gysis é o principal representante do movimento artístico grego do século XIX conhecido como Escola de Munique ou realismo acadêmico.

## Vida
Gysis nasceu na ilha de Tinos, a qual possui uma longa tradição artística. Mudou-se, então, para Atenas e estudou na Escola de Belas Artes de Atenas.
Em 1865, tendo ganho uma bolsa de estudos, continuou seus estudos na Academia de Belas Artes de Munique, onde permaneceu pelo resto de sua vida. Gysis absorveu rapidamente o clima pictórico alemão, e logo tornou-se um dos maiores representantes da Escola de Munique. Esta fase é expressa pelas pinturas Notícias da Vitória, de 1871, que retrata a guerra franco-prussiana, e Apotheosis i Thriamvos tis Vavarias (Apoteose ou Triunfo, da Baviera).
A partir de 1886, tornou-se professor da Academia de Munique, e gradualmente migrou das pinturas realísticas e detalhadas para a composição de singulares personagens impressionistas. No início da década de 1870, Gysis retornou à Grécia, onde permaneceu por vários anos, nos quais produziu uma seqüência de pinturas com temas reconhecidamente mais gregos, como Carnaval em Atenas e a Arravoniasmata (cerimônia de casamento grega), e pouco depois a pintura Após a destruição de Psara. Já no final de sua vida, na década de 1890, Gysis passou a pintar temas mais religiosos, tendo em Triunfo da Religião sua obra mais conhecida no período. Suas obras estão hoje expostas em museus e coleções privadas na Grécia, Alemanha e outros lugares.

## Galeria

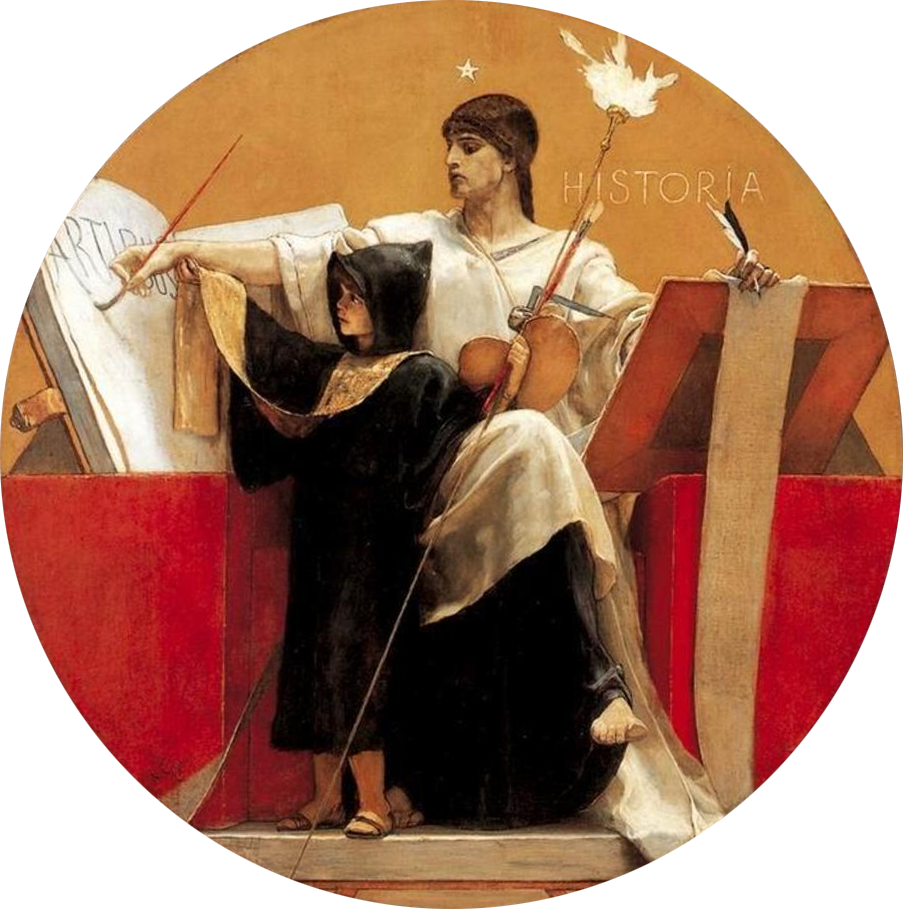
Ηistoria (1892)
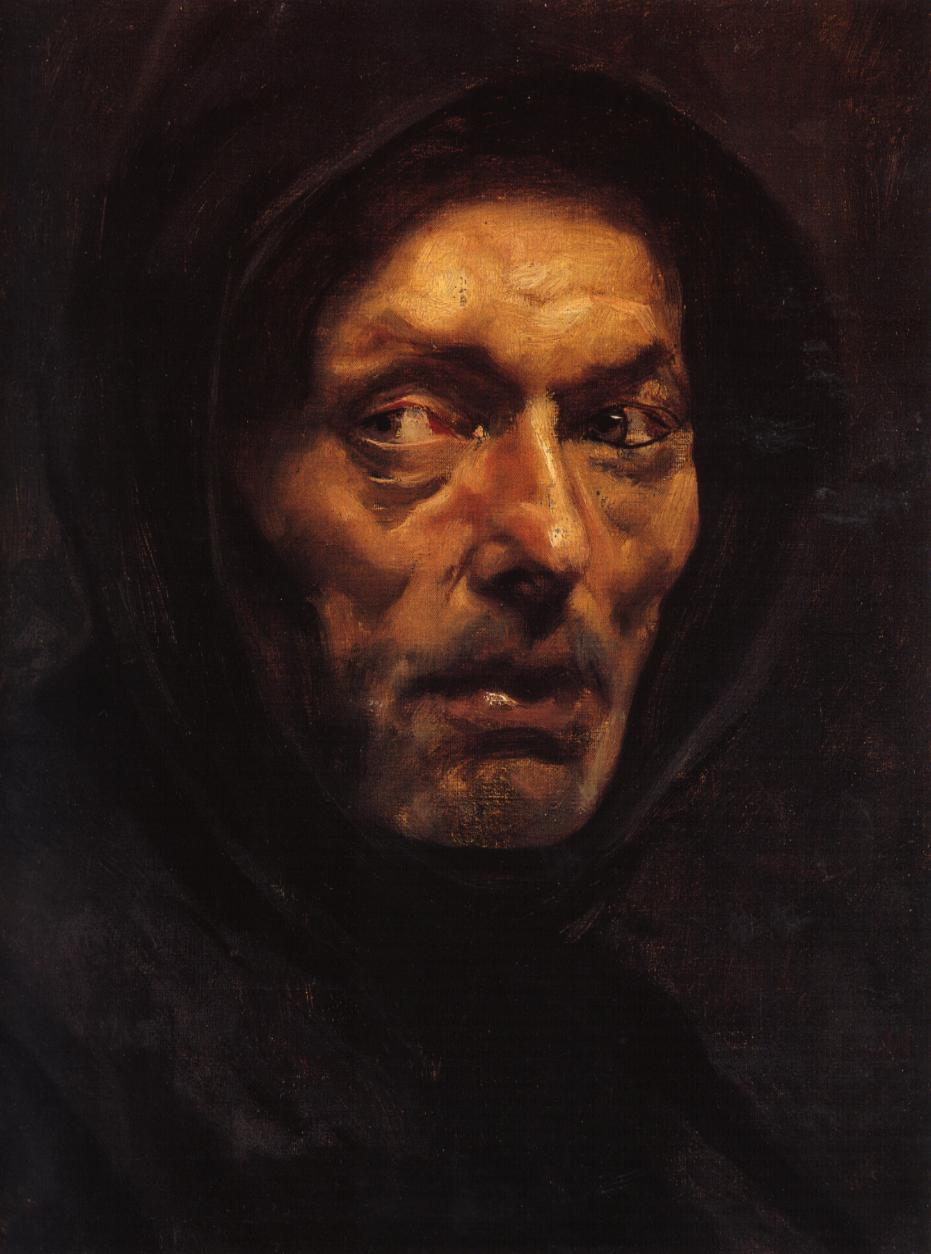
Monge capuchinho
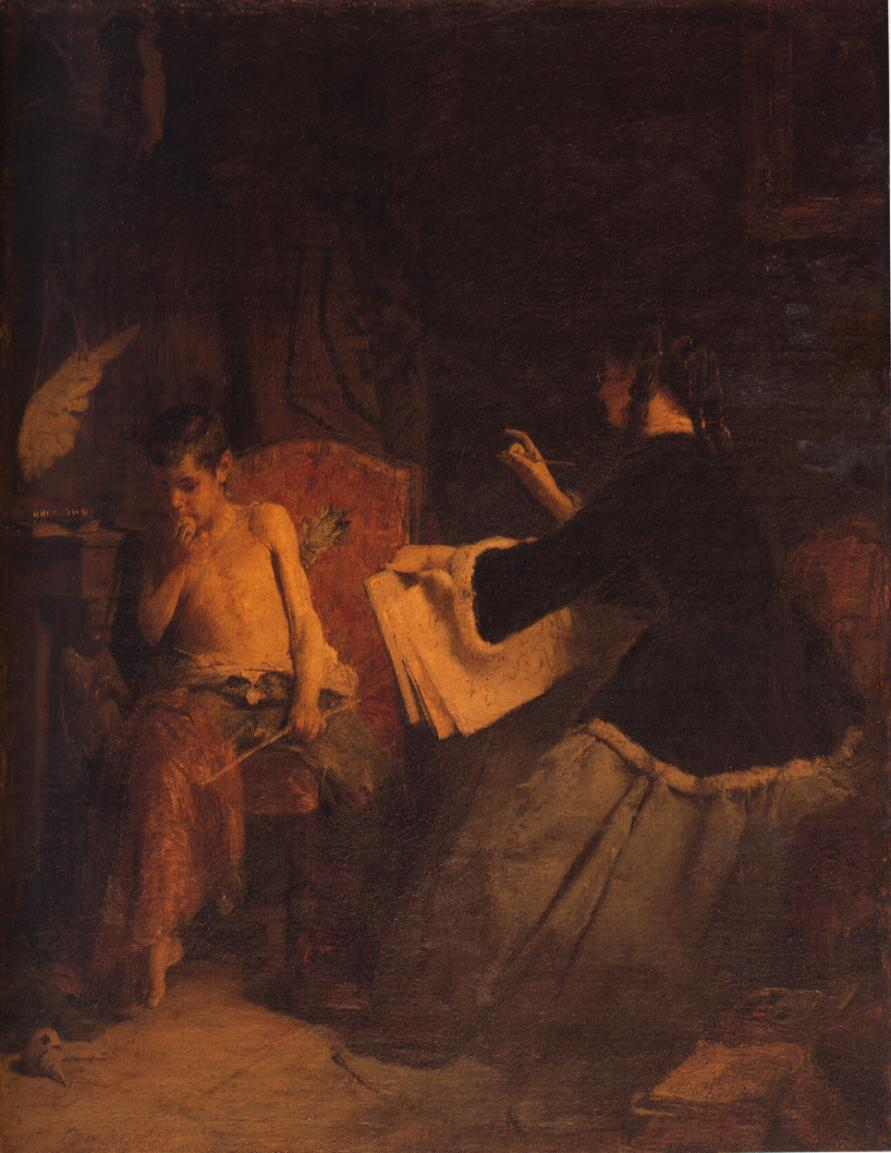
Eros e o Pintor
Aprendendo de coração
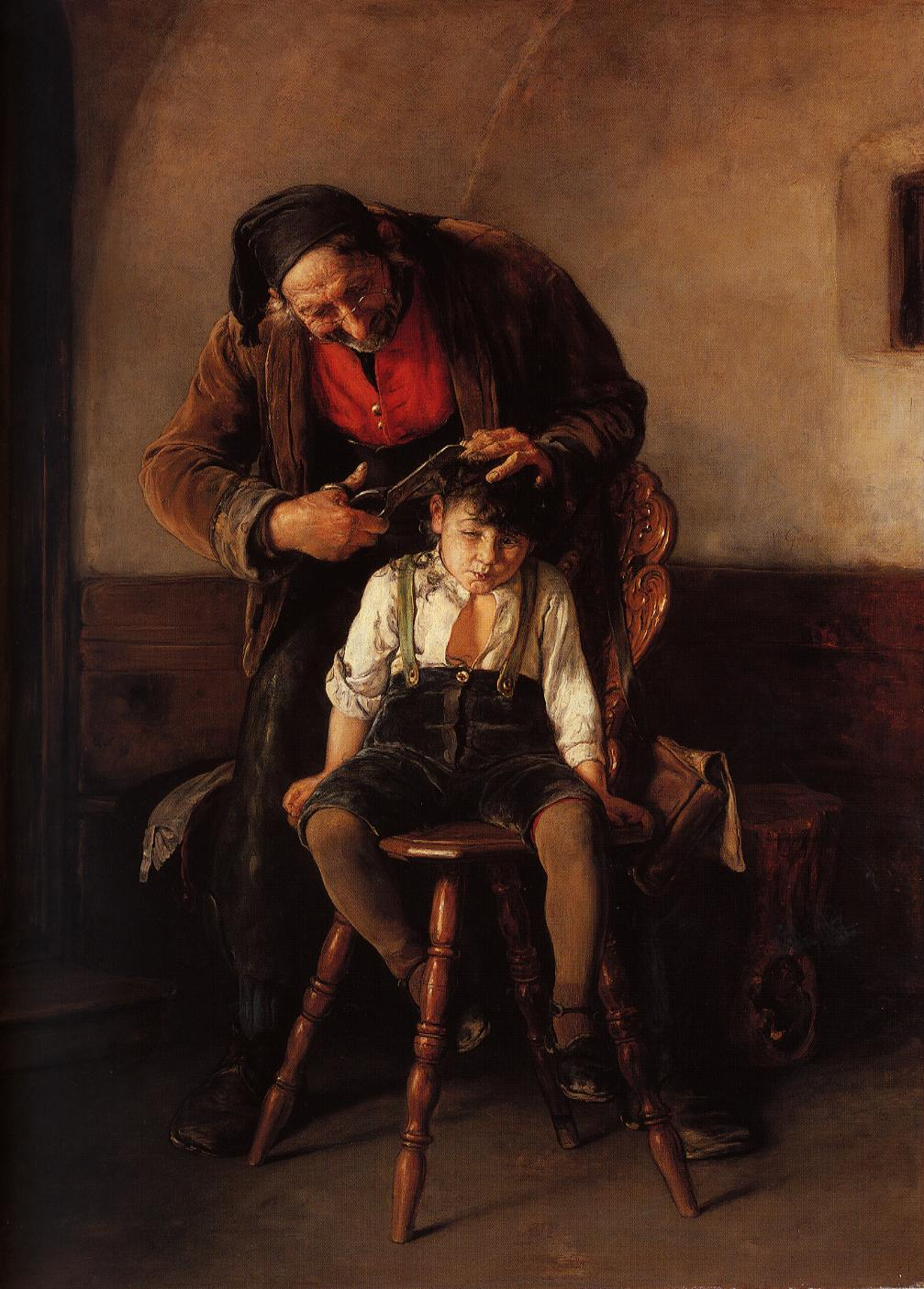
O Barbeiro (1880)
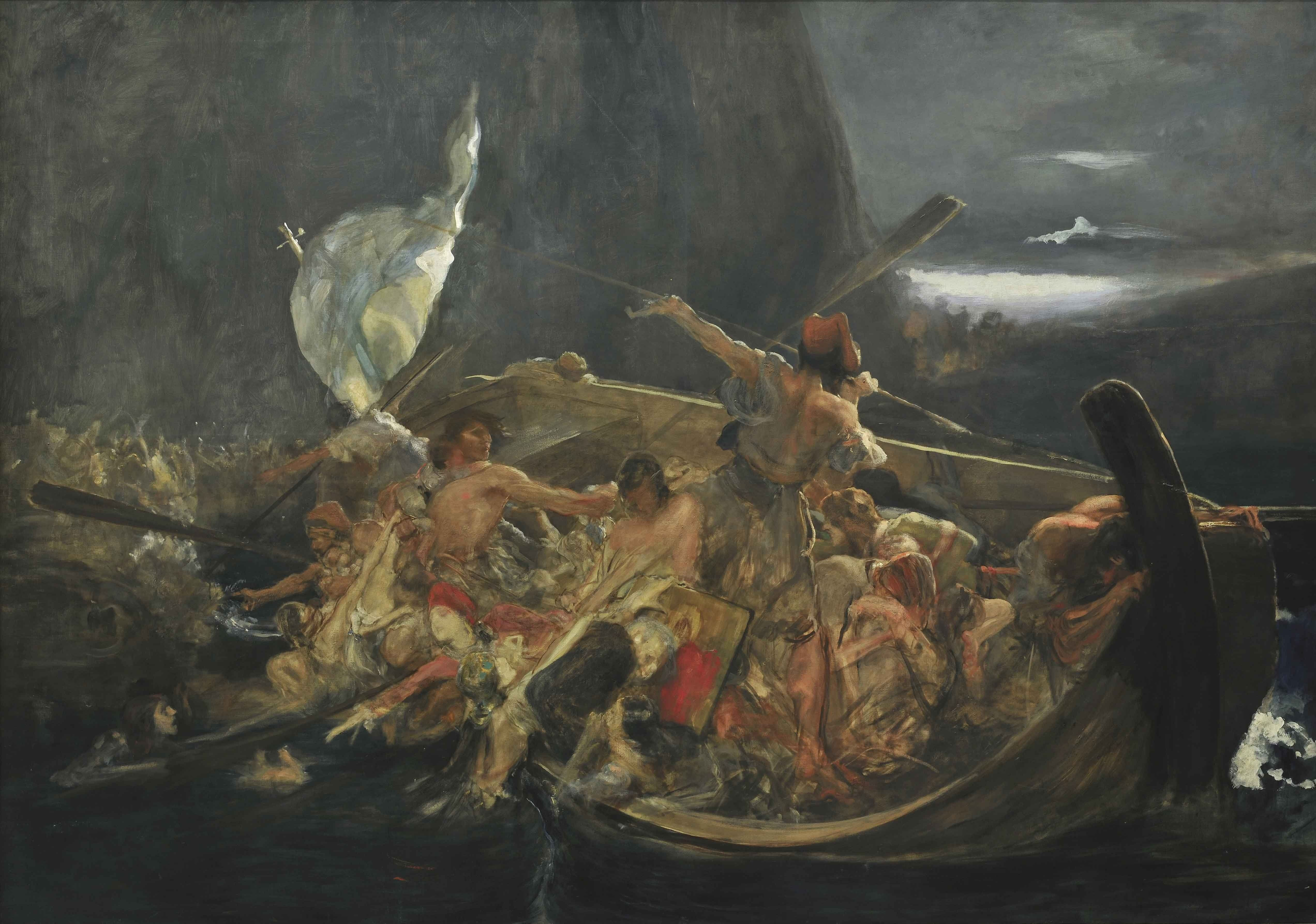
Após a destruição de Psara
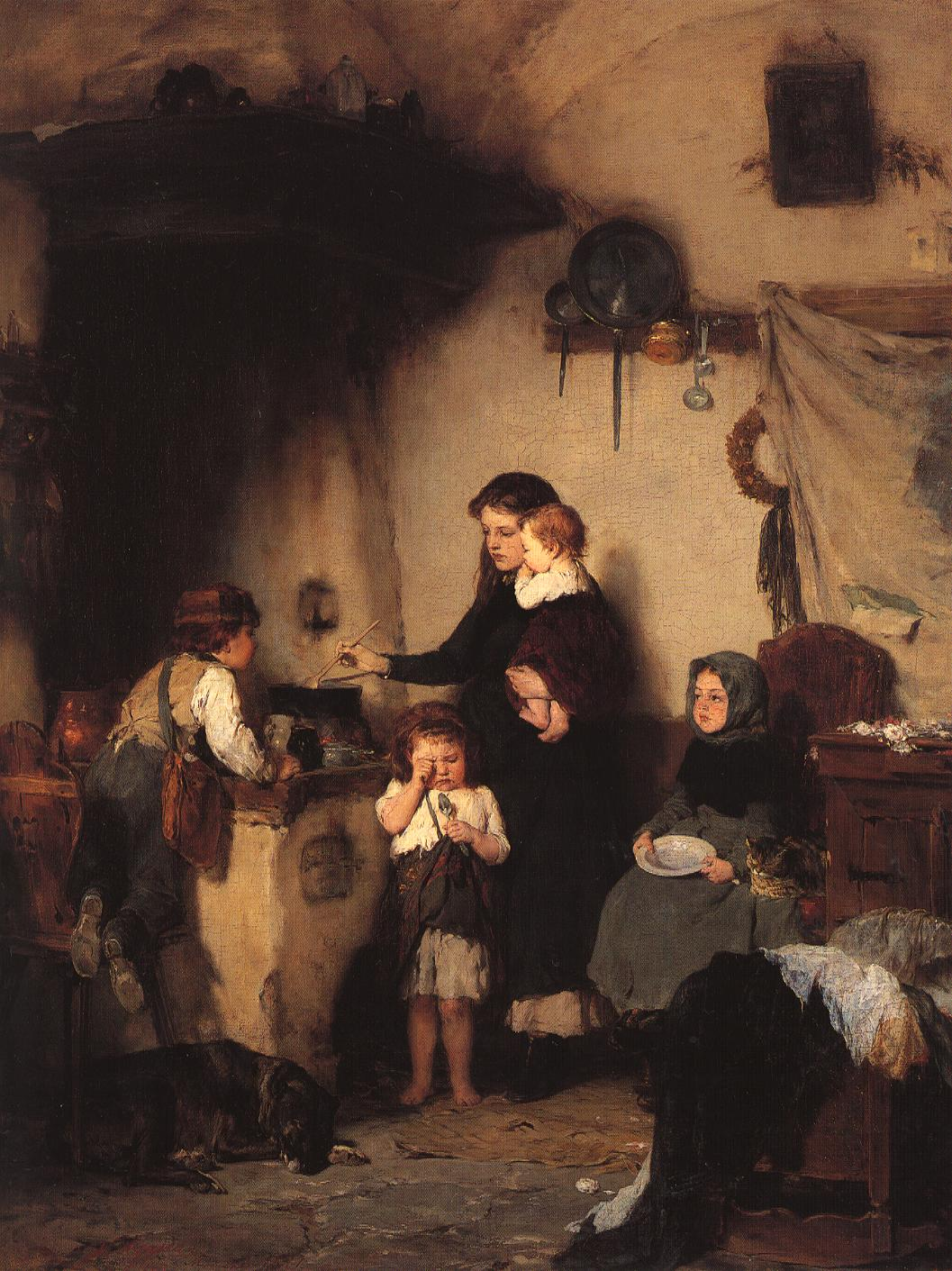
Os órfãos
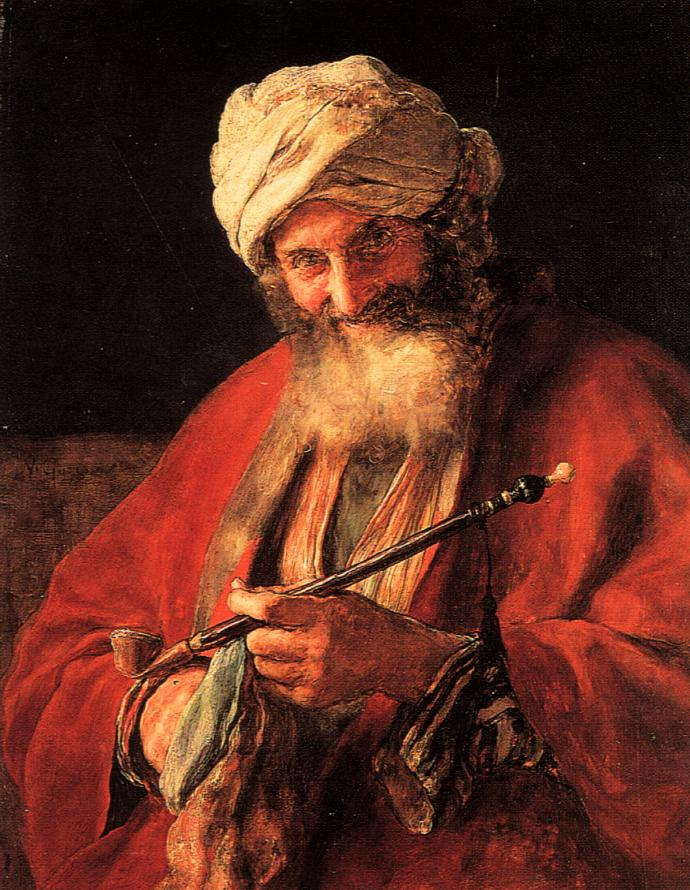
Homem oriental com cachimbo
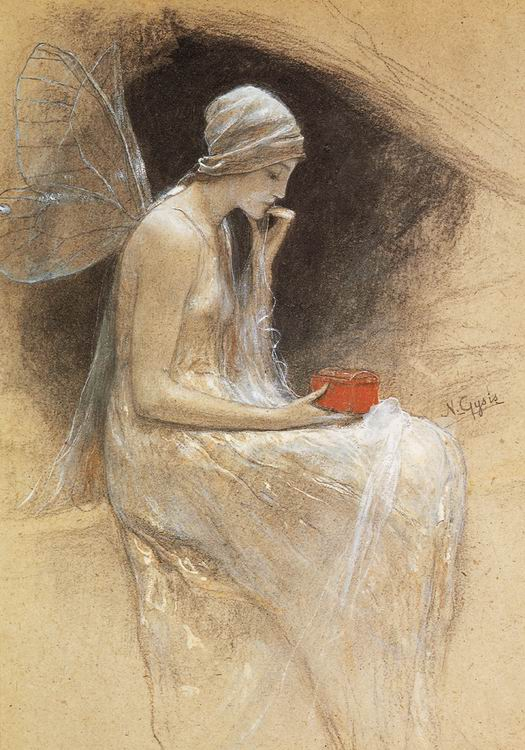
Psique do artista
Guerreiro oriental
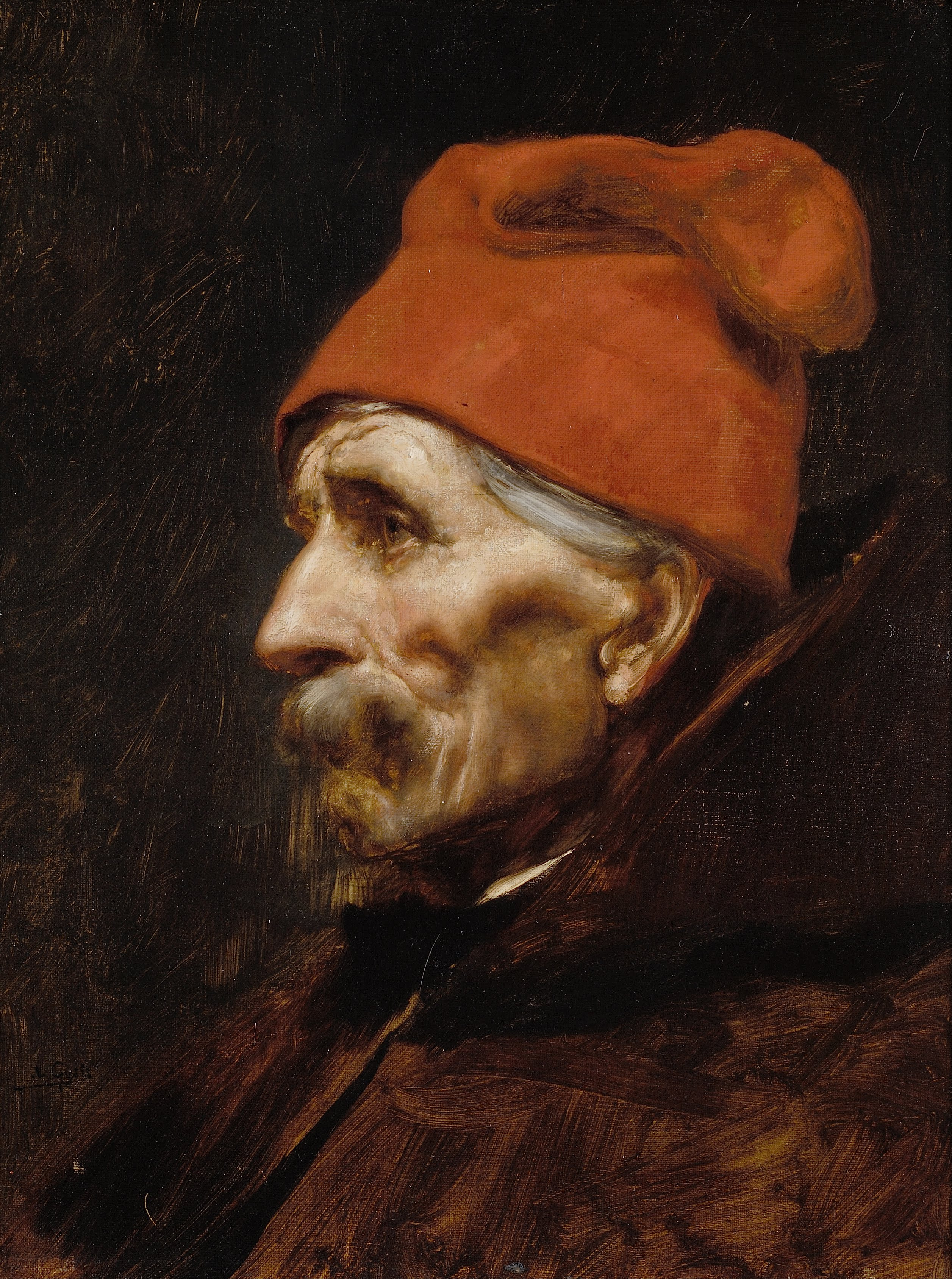
Velho usando um fez vermelho
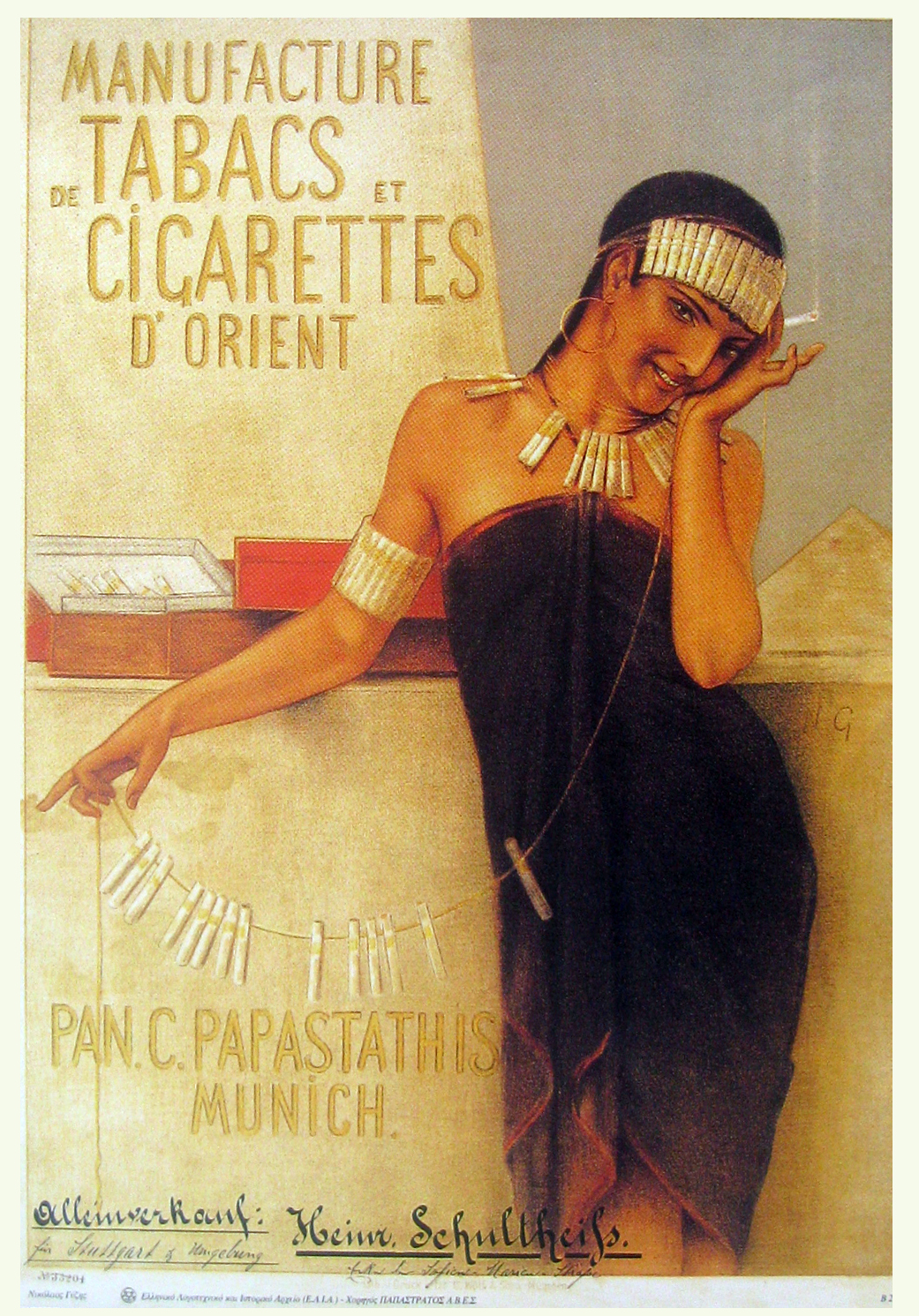
Publicidade para uma empresa de tabaco
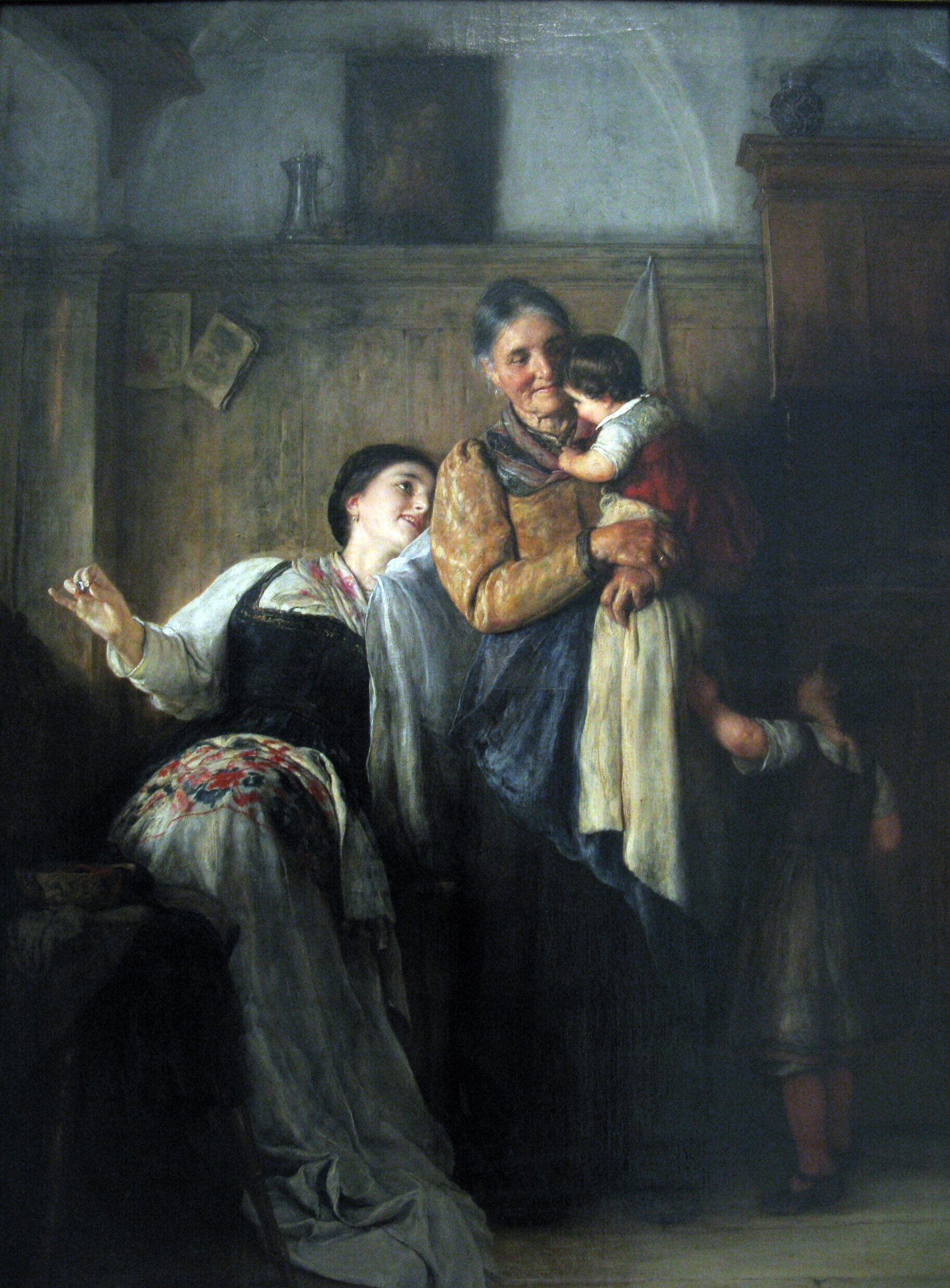
Peek-a-Boo
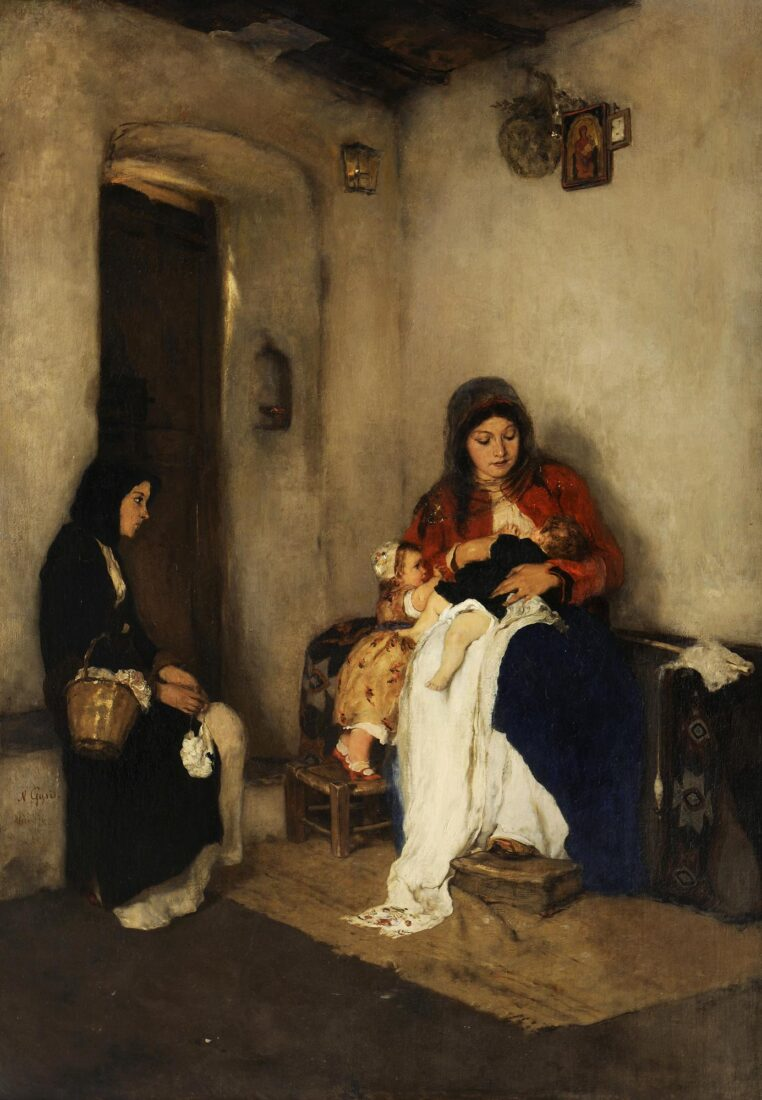
A Madrasta
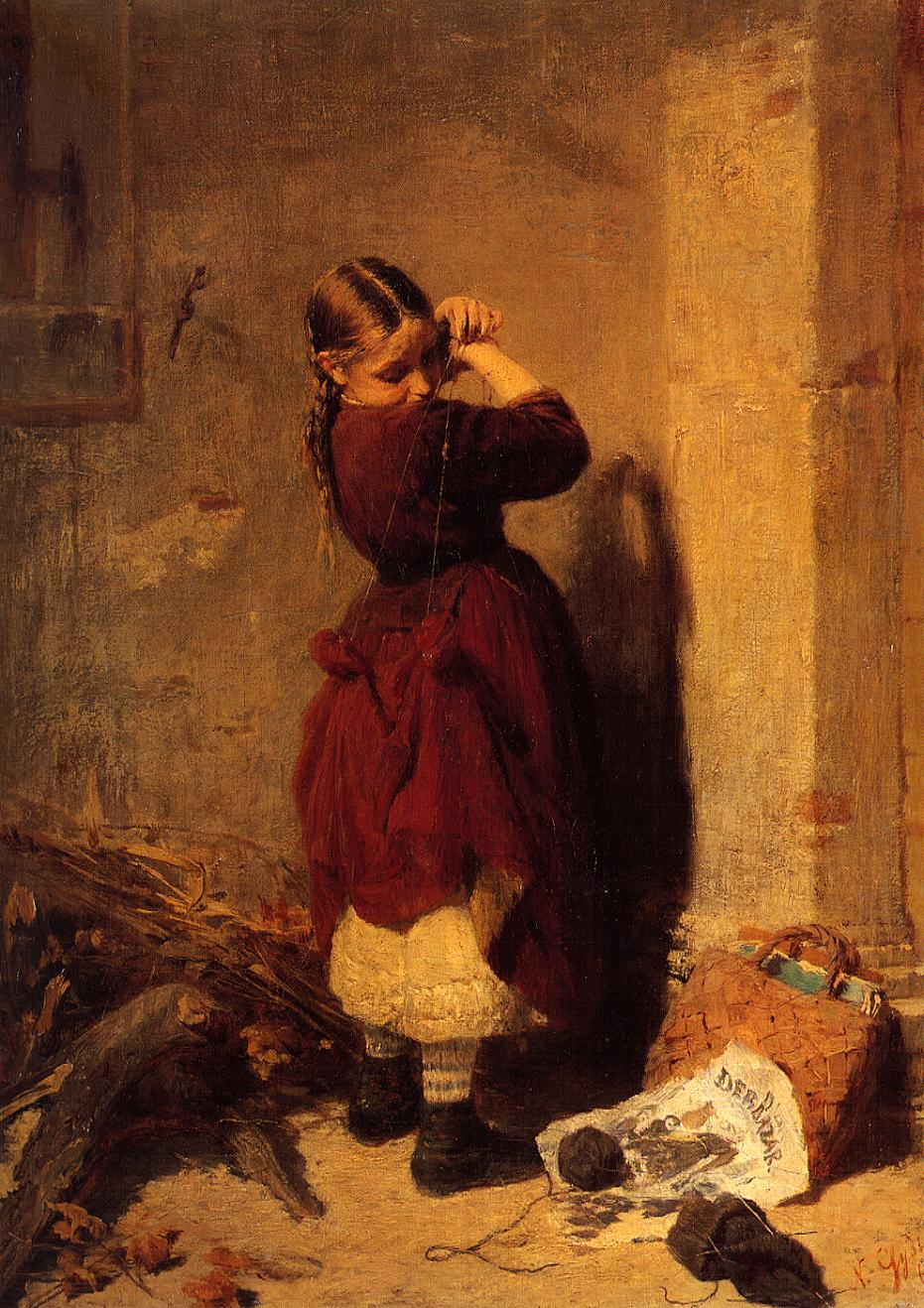
Menina brincando
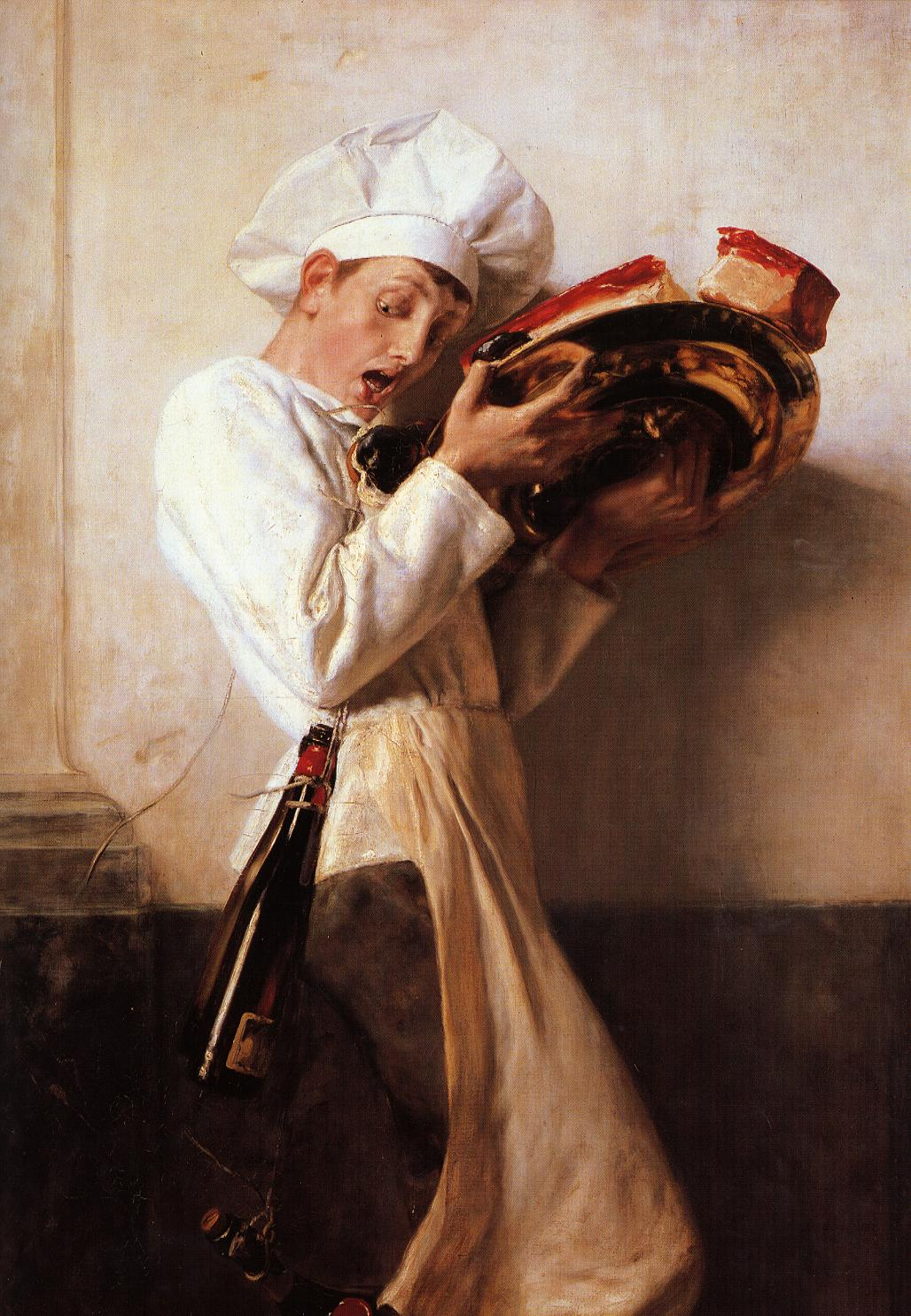
Pastryman
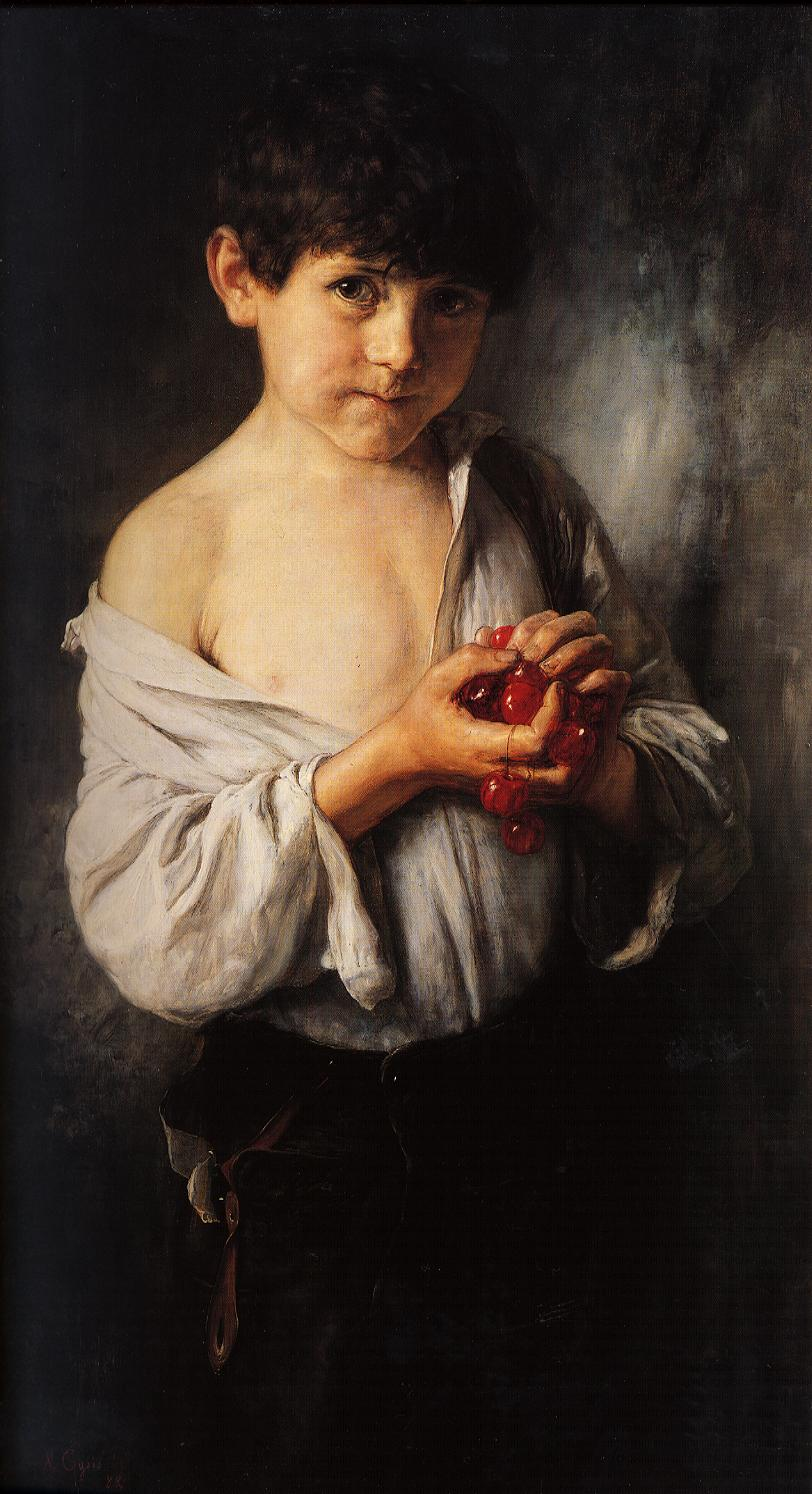
Menino com cerejas